# As-Safir
As-Safir (em árabe: السفير; romaniz.: O Embaixador) foi um dos principais jornais diários de língua árabe no Líbano. A sede do diário ficava em Beirute. Esteve em circulação de março de 1974 até dezembro de 2016. A última edição do jornal foi publicada em 31 de dezembro de 2016. A versão online também foi encerrada na mesma data.
Com o objetivo de cobertura política, o As-Safir se autodenominou "A Voz dos Sem Voz", servindo como uma importante fonte de notícias para os libaneses no mundo árabe . Ela adotou o nacionalismo árabe e apoiou os palestinos, alinhando-se com a Aliança 8 de Março. O seu rival an-Nahar está associado à Aliança 14 de Março.

## História e perfil
As-Safir foi publicado pela primeira vez por Talal Salman em 26 de março de 1974 como um diário político árabe. Talal Salman também atuou como editor-chefe do jornal. Bassem Sabeh foi o editor-chefe do jornal entre 1980 e 1990. Em 2005, o editor-chefe do diário era Joseph Samaha. O editor do diário que foi publicado em formato de jornal era Dar Al Safir.
Um dos primeiros colaboradores foi o cartunista palestino Naji Al Ali. Outro colaborador foi Samir Frangieh.
Em 18 de julho de 2011, o jornal, juntamente com o Al Akhbar, outro diário publicado no Líbano, foi proibido na Síria.
As-Safir tinha uma página semanal sobre questões ambientais.